# Der Gott des Waldes
Der Gott des Waldes (englisch The God of the Woods) ist ein Roman der US-amerikanischen Autorin Liz Moore aus dem Jahr 2024, der als literarischer Thriller gilt. Die deutsche Fassung in Übersetzung von Cornelius Hartz erschien 2025.

## Handlung

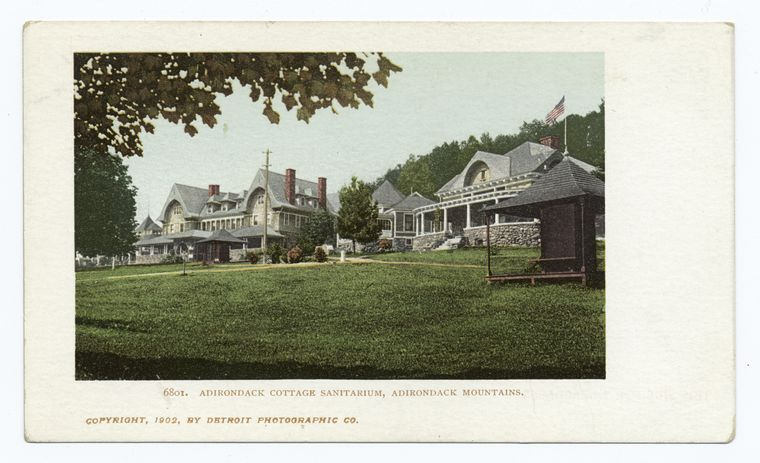
Historisches Cottage in den Adirondacks

Der Roman spielt in den 1960er- und 70er-Jahren in den Wäldern der Adirondack Mountains im US-Bundesstaat New York. Im Mittelpunkt steht das Verschwinden der 13-jährigen Barbara Van Laar im August 1975 aus einem Ferienlager, das ihrer wohlhabenden Familie gehört. Besonders brisant: Bereits 14 Jahre zuvor verschwand ihr Bruder Bear spurlos aus demselben Camp.
Während Polizei und private Ermittler versuchen, das Rätsel um Barbaras Verschwinden zu lösen, wird deutlich, dass es im Camp ein Machtgefälle gibt, das auf Klassenunterschieden, Rassismus und Missbrauch beruht. Auch die privilegierte Stellung der Familie van Laar gerät ins Wanken, als alte Verfehlungen und verdrängte Wahrheiten ans Licht kommen.
Im Mittelpunkt steht die Frage: Was ist mit Barbara geschehen, und welche Rolle spielen dabei die Vergangenheit, die Familie und das dunkle Schweigen im Lager? Die Geschichte nimmt eine tragische Wendung, als nach und nach die Wahrheit ans Licht kommt – eine Wahrheit, die nicht nur die Familie van Laar verändert, sondern auch diejenigen, die jahrelang unter ihrem Einfluss standen.

## Aufbau

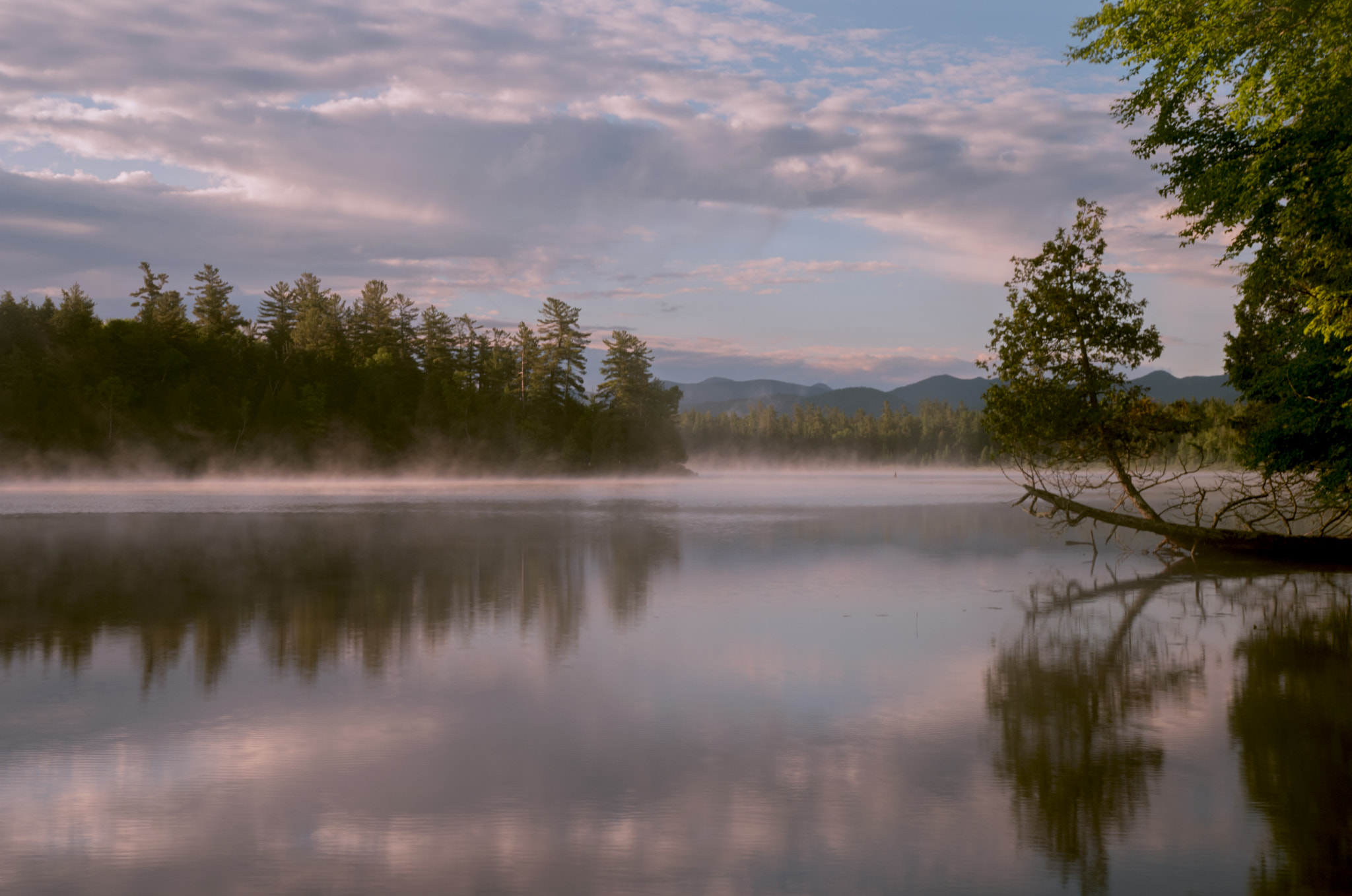
Das Ferienlager liegt am Ufer eines Sees in den Adirondacks

Die Handlung entfaltet sich auf mehreren Zeitebenen und aus verschiedenen Perspektiven, darunter die der Camp-Angestellten Louise, des Ferienkinds Tracy, Barbaras, ihrer Mutter Alice Van Laar, der Camp-Leiterin Tessie Jo Hewitt (genannt „T. J.“) und der jungen Ermittlerin Judy Luptack. Dabei werden Themen wie soziale Ungleichheit, Machtmissbrauch, weibliche Selbstbestimmung und die dunklen Geheimnisse der Familie Van Laar beleuchtet.

## Rezensionen
„Von Anfang an ist es schwer, diesen langen Roman aus der Hand zu legen. Ab Seite 200 – unmöglich.“

„Bemerkenswert ist … wie Liz Moore ihre Geschichte entwickelt, bemerkenswert ist auch, wie sie sie erzählt. Da ist zum einen ihre klare, zügige Prosa … und da ist zum anderen ihr bevorzugtes, gleichfalls vom bewegten Bild geborgtes Stilmittel: der Schnitt.“

„Geradezu meisterhaft ist, wie Liz Moore ihre Figuren zeichnet, psychologisch plausibel, nie übertrieben.“

„Wer manchmal Schwierigkeiten mit deutschen Übersetzungen hat und lieber auf Englisch liest, kommt bei "Der Gott des Waldes" trotzdem auf seine Kosten. Cornelius Hartz hat den fast 600 Seiten langen Roman liebevoll ins Deutsche übertragen. Dass man bei drei verschiedenen Zeitebenen, einem ganzen Ensemble von Figuren und mehreren Generationen von Männern namens Peter Van Laar nicht den Überblick verliert, ist kein leichtes Unterfangen. Doch Hartz fängt mit seiner klaren und unaufgeregten Sprache die Gedanken der zwölfjährigen Tracy genauso ein, wie die des sechzigjährigen Rangers Carl. Das macht den Roman auch in der Übersetzung zu einem wahren Genuss.“

## Sonstiges
- Weltweit wurden vom Roman bereits über eine Million Exemplare verkauft.[5]
- 2024 wurde der Roman mit dem Goodreads Choice Award in der Sparte Mystery & Thriller ausgezeichnet
- Der Roman stand 2024 auf der Sommer-Leseliste von US-Präsident Barack Obama und gewann den Summer Book Club von Jimmy Fallon.
- Das Hörbuch zum Roman wurde von Luise Helm eingelesen.
- Die deutsche Übersetzung stand von März bis August 2025 23 Wochen lang in den Top 20 der SPIEGEL-Bestsellerliste, davon 17 Wochen in den Top 10.[6]